# Fluides automatiques et systèmes thermiques
 (septembre 2009).
Si vous disposez d'ouvrages ou d'articles de référence ou si vous connaissez des sites web de qualité traitant du thème abordé ici, merci de compléter l'article en donnant les références utiles à sa vérifiabilité et en les liant à la section « Notes et références ».
Le laboratoire FAST (Fluides, Automatique et Systèmes Thermiques) est une unité mixte de recherche Université Paris-Saclay / CNRS (UMR 7608), située à Orsay.
Les sujets développés se rattachent à l’hydrodynamique, aux transferts, à la mécanique et à la physique des milieux dispersés. Les systèmes étudiés sont des fluides simples, multicomposants, mais aussi des milieux dispersés macroscopiques (suspensions, granulaires, poreux, fractures, etc.) ou de la matière molle (polymères, colloïdes, gels, etc.).
Les travaux sont basés sur le développement d’expériences (visualisation d’écoulement, traitements d’images quantitatifs, acoustique, gravimétrie haute résolution, rhéologie, etc.) ainsi que de modélisations et de simulations numériques.
Le laboratoire a été fondé par Christine Bénard en 1983. Depuis 2019, le laboratoire FAST est installé dans le bâtiment Pascal (bâtiment 530) à l'Université Paris-Saclay. Il partage le bâtiment avec le LPTMS (Laboratoire de Physique Théorique et Modèles Statistiques) et l'Institut Pascal.

## Effectifs
- Enseignants-chercheurs : 16
- Chercheurs : 11
- Personnels d'appui à la recherche : 7
- Post-doctorants : 6
- Doctorants : 11